# Bogdan Konopka
Bogdan Konopka, né le 27 juillet 1953 à Dynów (Basses-Carpates) et mort le 19 mai 2019 à Paris, est un photographe documentaire polonais.

## Biographie
Bogdan Konopka est diplômé du lycée technique de la photographie de Wrocław en section chimie de la photographie et travaille au département de la photographie de l'École polytechnique de Wrocław avant d'en partir.
Il est un des membres actifs de l'École de la « photographie élémentaire » puis fonde sa propre galerie, Post Scriptum, faisant partie des milieux artistiques de l'underground contestataire, tout en prenant de nombreuses photos de sa ville en lui donnant un climat d'apocalypse.
Il a été lauréat du Grand Prix de la ville de Vevey au Concours européen de la photographie en 1998.
Il a travaillé avec Pro Helvetia (Suisse 1993), la ville de Paris (1994), l'ambassade de France en Chine (2005), l'Institut français de Roumanie et le service culturel de l'ambassade de France en Biélorussie (de 2000 à 2004).

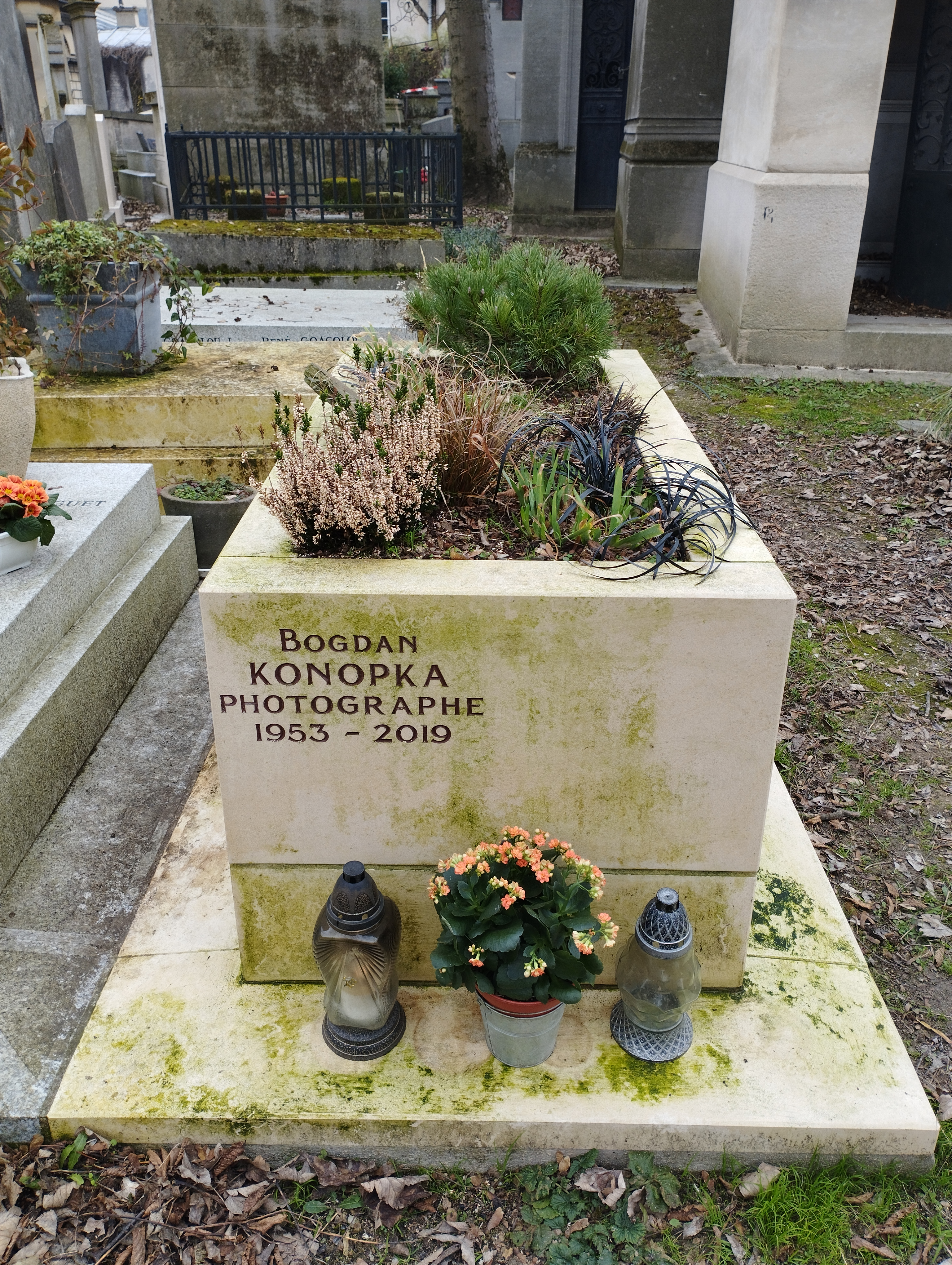
Tombe de Bogdan Konopka au cimetière du Père-Lachaise (division 74).

Il est inhumé au cimetière du Père-Lachaise (division 74).

## Œuvre
Les photographies de Bogdan Konopka portent principalement sur la ville et son devenir, les paysages urbains de différents pays (Pologne, France, Chine).
Une partie de son travail a lieu en France, où il a sa résidence principale depuis 1989.
En 2005, il a été accueilli en résidence au centre photographique de l'hôtel de Fontfreyde à Clermont-Ferrand.
Il collabore aux magazines de photographie polonais Format et Kwartalnik Fotografi.

## Expositions
- 1981 : Solidarność, Galeria na Antresoli, Wrocław
- 1982 : Puste-Pełne, Galeria Foto-Medium-Art, Wrocław
- 1983 : "120", Galeria Okno, Legnica
- 1985 : Rzeczywistość bezterminowa, Galeria Czarna, Legnica
- 1988 : Spotkanie z fotografią, rysunkiem, słowem, Galeria Entropia, Wrocław
- 1990 : Photographies 1981-1989, galerie Le Triangle, Rennes
- 1993 : Jardins secrets, Saint-Florent-le-Vieil ; De rerum natura, mai de la photo, Reims ; La ville invisible, Rencontres internationales de la photographie, Arles
- 1994 : Contacts, château d'Angers ; L'aura de la durée, septembre de la photo, Reims
- 1995 : La ville invisible, Paris, galerie Arena, Arles, Galeria FF, Łódź
- 1997 : Forum de l'Image, Toulouse
- 1998 : Galeria Acta International, Rome ; Centre culturel français, Cluj, Institut français, Bucarest ; Fin et commencement, Mała Galeria, Varsovie ; Ouvert-fermé, Galerie Françoise Paviot, Paris ; Paris en gris (Szary Paryż), Mois de la photo, Institut polonais, Paris
- 2000 : Reconnaissances, Images 2000, Vevey ; musée de Cassel ; galerie Harry Pennings, Eindhoven; Galeria PF, Poznań ; Estivales du Trégor, Lannion ; musée de Cahors Henri-Martin Cahors
- 2001 : Images au Centre, château de Maintenon ; galerie du Château d'Eau, Toulouse ; Blue Sky Gallery (en), Portland ; Galeria Fiducia, Ostrava
- 2002 : Galeria BWA, Wrocław
- 2003 : Festival international de photographie, Pingyao (Chine) ; Centre Georges-Pompidou, Candace Perich Gallery, Katonah
- 2004 : L'automne à Pékin, Galeria FF, Łódź
- 2006 : Opéra de Pékin – work in progress, Galeria Bielska BWA, Bielsko-Biała
- 2009 : La Mémoire grise (Szara pamięć), Galeria FF, Łódź
- 2012 : Wrocław magique (Magiczny Wrocław), musée de la ville de Wrocław
- 2019 : Un conte polonais, parc du Prieuré, Beaucouzé[5]

## Musées
Les œuvres de Bogdan Konopka sont entrées notamment dans les collections des musées suivants :
- Musée national d'Art moderne – Centre Pompidou, Paris
- Bibliothèque nationale de France, Paris
- Fonds national d'art contemporain, Paris
- Musée Carnavalet, Paris
- Maison européenne de la photographie, Paris
- Conservatoire du littoral, Paris
- Centre photographique de Nice
- Le Château d'eau de Toulouse
- Centre régional de la photographie Hauts-de-France, Douchy-les-Mines
- Musée des beaux-arts d'Angers
- Artothèques de Nantes, Grenoble, Angers
- Musée de Cassel
- Rencontres de la photographie, Arles
- Muzeum Sztuki Współczesnej (Musée d'art moderne), Łódź
- Muzeum Narodowe (Musée national), Wrocław
- Musée de l'Élysée, Lausanne
- Musée suisse de l'appareil photographique, Vevey
- Institut français de Cluj
- Collection Candace Perich

## Publications
- 1995 : L'Île Dumet, texte de Jean-Christian Fleury, Littoral-Marval, Paris
- 1997 : Paris, La Ville invisible, Marval, Paris
- 1997 : Nice, dix photographes et une ville, texte de Xavier Girard, Grégoire Gardette Éditeur
- 2002 : Fresques à l'épreuve de la photographie : chapelles de Corse, avec Marc Heller et Didier Ben Loulou, : Albiana, Ajaccio
- 2004 : Euroland, entretiens avec Gilles Verneret, préface de Françoise Paviot, Lieux dits, Lyon
- 2004 : Bogdan Konopka, un musée en chantier, photographies 1990-2004[6], musée des beaux-arts d'Angers
- 2004 : Krzysztof Rutkowski, Bogdan Konopka : de rerum natura, Kropka, Września
- 2007 : Rezonans, textes de Janine Ponty et Jacqueline Konopka ; traduction en polonais de Agnieszka Żuk, Filigranes éd., Trézélan
- 2008 : Chine, l'Empire du gris, précédé d'un texte de Pierre Haski, Marval, Paris